# 国家宗教事务部
国家宗教事务部（德語：Reichsministerium für die Kirchliche Angelegenheiten），或教会事务部，是纳粹德国自1935年至1945年间的一个政府机构，主要负责人有汉斯·科尔和赫尔曼·穆斯，其宗旨是以民族社会主义统一各教会。